# Callidium kuratai
Callidium kuratai är en skalbaggsart som först beskrevs av Yokoyama 1972.  Callidium kuratai ingår i släktet Callidium och familjen långhorningar. Inga underarter finns listade.